# Estació d'Ópera
Ópera és una estació de metro de la línia 2, línia 5 i el Ramal del Metro de Madrid que està situada sota la plaça d'Isabel II, al districte madrileny de Centro. Va obrir al públic el 27 de desembre de 1925 com estació de la línia 2 i el Ramal amb el nom d'Isabel II. El 1968 es van obrir les andanes de la línia 5.
| Metro de Madrid        |          |       |               |                        |
| Procedència/Destinació | <        | Línia | >             | Procedència/Destinació |
| La Elipa               | Sol      |       | Santo Domingo | Cuatro Caminos         |
| Alameda de Osuna       | Callao   |       | La Latina     | Casa de Campo          |
| terminal               | terminal |       | Príncipe Pío  | Príncipe Pío           |